# 주중국 대한민국 대사관
주중국 대한민국 대사관(駐中國 大韓民國 大使館, 중국어 간체자: 韩国驻华大使馆, 정체자: 韓國駐華大使館)은 1992년 중화인민공화국 베이징에 개설된 대한민국 외교부 소속의 대사관이다. 

## 연혁
- 1949년 5월 1일 주홍콩 영사관 (당시 영국령) 개설, 11월29일 총영사관 승격
- 1990년 10월 20일 KOTRA-중국국제상회, 대표부 개설에 관한 협의서 성명
- 1990년 11월 30일 대표부 창설팀 도착
- 1991년 1월 30일 대표부 공식 개설(중국 국제무역중심건물 13층 임시청사)
- 1991년 7월 15일 국제무역중심내 청사로 이전
- 1992년 8월 24일 한중 외교관계 수립
- 1992년 8월 28일 대사관 승격
- 1992년 9월 7일 노재원 대표부 대사, 초대 대사로 발령
- 1993년 7월 14일 주상하이 총영사관 개설
- 1994년 9월 12일 주칭다오 총영사관 개설
- 1999년 6월 15일 대사관 청사, 삼리둔(三里屯) 외교단지 내 청사로 이전
- 1999년 7월 8일 주선양 영사 사무소 개설
- 2001년 8월 28일 주광저우 총영사관 개설
- 2003년 4월 17일 주선양 영사 사무소가 주선양 총영사관으로 승격
- 2005년 2월 26일 주성도 총영사관 개설
- 2006년 9월 20일 주시안 총영사관 개설
- 2006년 10월 13일 대사관, 동방동로(東方東路) 현 청사로 이전
- 2010년 10월 25일 주우한 총영사관 개설

## 역대 공관장
| 대수        | 이 름          | 임기                                             |
| ----------- | -------------- | ------------------------------------------------ |
| 제1대 대사  | 노재원(盧載源) | 1992년 9월 7일 ~ 1993년 5월 25일                 |
| 제2대 대사  | 황병태(黃秉泰) | 1993년 6월 5일(신임장 제정) ~ 1995년 12월 10일   |
| 제3대 대사  | 정종욱(鄭鍾旭) | 1996년 2월 24일(신임장 제정) ~ 1998년 4월 25일   |
| 제4대 대사  | 권병현(權丙鉉) | 1998년 4월 28일(신임장 제정) ~ 2000년 8월 7일    |
| 제5대 대사  | 홍순영(洪淳瑛) | 2000년 8월 31일(신임장 제정) ~ 2001년 9월 12일   |
| 제6대 대사  | 김하중(金夏中) | 2001년 10월 10일(신임장 제정) ~ 2008년 3월 11일  |
| 제7대 대사  | 신정승(辛正承) | 2008년 5월 27일(신임장 제정) ～ 2009년 12월 25일 |
| 제8대 대사  | 류우익(柳佑益) | 2010년 1월 11일(신임장 제정) ~ 2011년 5월 7일    |
| 제9대 대사  | 이규형(李揆亨) | 2011년 5월 19일(취임) ~ 2013년 5월 31일          |
| 제10대 대사 | 권영세(權寧世) | 2013년 6월 1일 ~ 2015년 3월 26일                 |
| 제11대 대사 | 김장수(金章洙) | 2015년 3월 27일 ~ 2017년 9월 27일                |
| 제12대 대사 | 노영민(盧英敏) | 2017년 9월 28일 ~ 2019년 1월 8일                 |
| 제13대 대사 | 장하성(張夏成) | 2019년 4월 8일 ~ 2022년 6월 22일                 |
| 제14대 대사 | 정재호(鄭在浩) | 2022년 7월 15일 ~ 2025년 1월 27일                |

## 사건
- 황정일 공사 사망 사고(2007년 8월)
- 주중국 대한민국 대사관 쇠구슬 피격 사건 (2011년 12월)
- 주중국대사관 갑질 사건(2024년)

## 같이 보기
- 대한민국의 재외공관 목록
- 중화인민공화국 주재 외국공관 목록
- 대한민국-중화인민공화국 관계
  - 주한 중국 대사관